# Нестерне
Нестерне́ — село в Україні, у Вовчанській міській громаді Чугуївського району Харківської області. Населення становить 188 осіб. До 2020 орган місцевого самоврядування — Нестерянська сільська рада.

## Географія
Село Нестерне знаходиться за 2 км від річки Вовча (правий берег), за 1 км від кордону з Росією, на відстані 2 км розташовані села Кругле і Піщане, поруч з селом розташована балка Трембачів Яр по якій протікає пересихаючий струмок з декількома загатами.

## Історія
12 червня 2020 року, відповідно до Розпорядження Кабінету Міністрів України  № 725-р «Про визначення адміністративних центрів та затвердження територій територіальних громад Харківської області», увійшло до складу Вовчанської міської громади.
19 липня 2020 року, в результаті адміністративно-територіальної реформи та ліквідації Вовчанського району, село увійшло до складу Чугуївського району.

## Пам'ятки
Ботанічний заказник загальнодержавного значення «Вовчанський». Площа, 185,0 га. Рідкісні крейдяні і степові фітоценози на правому березі річки Вовча, унікальне в Україні місце розташування реліктового ендемічного зникаючого виду чагарників — вовчеягідника Софії. У рослинному покриві значна роль належить угрупованням з домінуванням ендемічних, реліктових і зникаючих видів з Європейського Червоного списку. Флора налічує більше 500 видів рослин.